# 虻田洞爺湖仮出入口

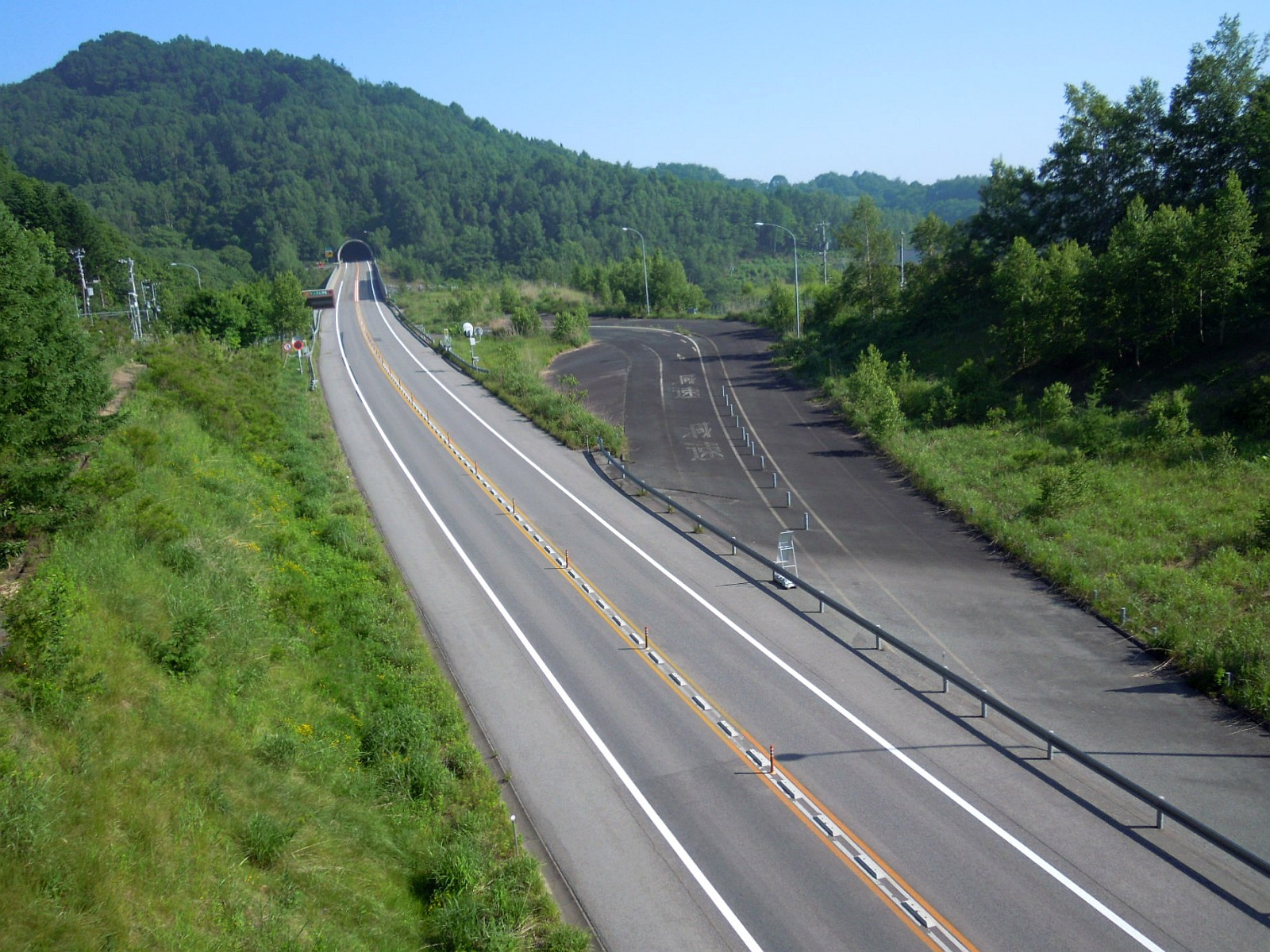
路面舗装が残る虻田洞爺湖仮出入口跡地（2014年）

虻田洞爺湖仮出入口（あぶたとうやこかりでいりぐち）は、北海道虻田郡豊浦町東雲町に存在した、道央自動車道 虻田洞爺湖ICの代替となる長万部方向専用のハーフインターチェンジである。道央自動車道の復旧に伴い、撤去された。

## 概要
北海道道97号豊浦京極線（当時は国道230号代替部分）との交点（150.7キロポスト）に設置された。料金所は設置されず、ここから流入した車両は、豊浦IC・長万部ICで料金を支払った。長万部IC・豊浦ICから利用する場合は暫定的に設置された豊浦本線料金所で料金を支払った。

## 歴史
- 2000年
  - 3月29日 : 有珠山に噴火の恐れが高まったため、伊達IC-豊浦IC間通行止。
  - 3月31日 : 23年ぶりに有珠山が噴火。
  - 7月13日 : 当仮出入口設置。豊浦ICとの間で通行止解除。
- 2001年
  - 2月9日 : 伊達IC-虻田洞爺湖IC間通行止解除。
  - 6月30日 : 虻田洞爺湖IC-当仮出入口間通行止解除に伴い閉鎖。豊浦本線料金所とともに撤去。

## 隣
道央自動車道
(14) 豊浦IC - 豊浦噴火湾PA - (13-1) 虻田洞爺湖仮出入口（閉鎖） - (13) 虻田洞爺湖IC